# Riboswitch

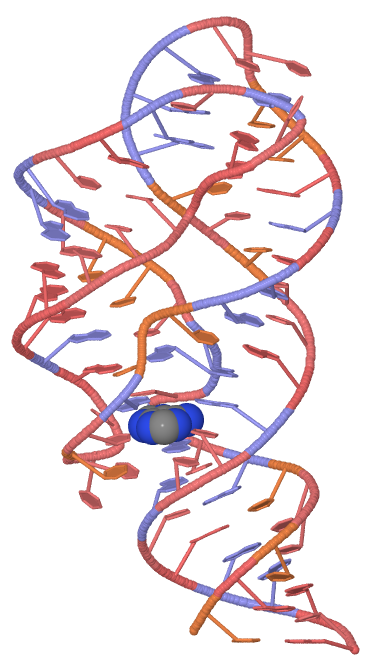
Adenosine riboswitch pdb-1y26

Een riboswitch (van ribonucleïnezuur (RNA), waaruit het bestaat, en het Engelse switch, 'aan-uitknop') is een RNA-sequentie die deel uitmaakt van een mRNA en een specifiek ligand kan binden en daarmee expressie van het betreffende gen beïnvloedt. Het is een aptameer dat van nature voorkomt in sommige bacteriën, planten en schimmels.

## Principe van het werkingsmechanisme
Een riboswitch heeft een complexe 3D-structuur door interne baseparing. Als de riboswitch zijn ligand bindt, verandert zijn structuur. De interne baseparing gaat anders, waardoor een gen dat eerst niet/minder tot expressie kwam, wel/meer tot expressie komt, of andersom. Een riboswitch kan werken op transcriptieniveau of translatieniveau, en kan activerend of onderdrukkend werken.

## Riboswitch werkend op transcriptieniveau
Tijdens de DNA-transcriptie bindt het mRNA een ligand, waardoor de transcriptieterminatie wordt beïnvloed. In het geval van activatie leidt de conformatieverandering van de riboswitch ertoe dat een transcriptie-terminatiesequentie niet meer toegankelijk is voor het RNA-polymerase. Het kan bijvoorbeeld zo zijn dat een deel van de transcriptie-terminatiesequentie door baseparing verbonden wordt aan de riboswitch-sequentie. Hierdoor wordt de transcriptie, die zonder de binding aan het ligand afgebroken zou worden, alsnog voortgezet.
Als de riboswitch onderdrukkend werkt, is het precies andersom: juist doordat het ligand gebonden wordt, wordt de transcriptie-terminatiesequentie afleesbaar en wordt de transcriptie afgebroken. Hierdoor kan het mRNA niet vertaald worden naar een eiwit en is de genexpressie dus verlaagd.

## Riboswitch werkend op translatieniveau
Binding aan het ligand heeft geen invloed op de transcriptie. Binding van het gevormde mRNA aan het ligand bepaalt of het deel van de sequentie dat nodig is om aan de ribosomen te binden, toegankelijk is of niet. In het geval van een activerende riboswitch zorgt binding aan het ligand ervoor dat deze sequentie toegankelijk wordt voor de ribosomen. Een mRNA dat in de afwezigheid van het ligand niet vertaald had kunnen worden, resulteert nu wel in een eiwit. Het ligand zorgt dus voor een verhoogde genexpressie. In het geval van een onderdrukkende riboswitch zorgt binding aan het ligand juist dat de ribosomen niet aan het mRNA kunnen binden, waardoor er geen eiwit geproduceerd wordt. Het ligand zorgt zo voor een verlaagde genexpressie.